# Гуго II (король Франции)
Гу́го Магнус (фр. Hugues de France; 1007 — 17 сентября 1025, Компьень, Франция) — король-соправитель Франции в 1017—1025 годах. Представитель династии Капетингов. Старший сын короля Роберта II Благочестивого и Констанции Арльской.

## Биография
Латинское прозвище Магнус («Великий») — составная часть имени Гуго как наследника престола. Поэтому его не следует путать с его прадедом герцогом Франции Гуго Великим, прозвище которого переводится в исторической литературе как «Великий».
Как старший королевский сын Гуго был коронован ещё при жизни своего отца 9 июня 1017 года в возрасте десяти лет в монастырской церкви Св. Корнелия в Компьени. Роберт Благочестивый воспользовался той же самой практикой для династического обеспечения господства своей семьи, как когда-то его отец Гуго Капет, так как длительная преемственность Капетингов на французском королевском троне в те времена не была ещё гарантирована. Как сокороль Гуго подчинялся отцу, но он стал бы после смерти Роберта новым монархом, даже без проведения повторной коронации или получения на это согласия князей. Очевидно, Гуго требовал большего участия в правлении и бунтовал против отца. Он умер, возможно, от падения с лошади, в Компьени 17 сентября 1025 года, готовя восстание против своего отца, в возрасте приблизительно 18 лет и был погребён в месте своей коронации. Женат он не был и детей не оставил.
14 мая 1027 года Роберт II короновал своего второго сына, герцога Бургундии Генриха, также сделав его своим соправителем, который после смерти отца 20 июля 1031 года стал единовластным королём Франции под именем Генрих I.